# Výmarská republika
Výmarská republika (německy Weimarer Republik) je označení pro historický stát Německa po pádu monarchií v Německu v roce 1918 až do nástupu nacistů k moci v roce 1933. Přestože oficiální název výmarského Německa i nadále zněl Německá říše (něm. Deutsches Reich), jednalo se o republikový spolkový státní útvar s demokratickou spolkovou ústavou, přijatou v roce 1919 ve Výmaru, kde se poprvé po lednových volbách roku 1919 sešel 6. února demokraticky zvolený parlament (bývá užíváno označení „Německá republika“, německy Deutsche Republik). Od tohoto města je také odvozeno označení pro toto období výmarské Německo, jeho hlavním městem však i nadále zůstával Berlín. Hlavou státu byl říšský prezident, zákonodárným sborem dvoukomorový parlament (Národní shromáždění) skládající se z Říšského sněmu a Říšské rady. V čele exekutivy stála říšská vláda vedená říšským kancléřem, kterého jmenoval říšský prezident.

## Důsledky porážky Německa v první světové válce
28. června 1919 podepsali zástupci Výmarské republiky v Paříži Versailleskou mírovou smlouvu. Podle mírové smlouvy bylo Francii navráceno Alsasko-Lotrinsko (14 522 km²); Belgii postoupeno území Moresnetu a po plebiscitu i Eupen a Malmédy (celkem 1036 km²); Polsku většina Poznaňska a Západního Pruska, část Slezska a nepatrná část Východního Pruska (celkem 46 142 km²); Československu Hlučínsko (316 km²); Gdaňsk s okolím (1894 km²) byl přeměněn v nezávislé Svobodné město Gdaňsk pod patronací Společnosti národů; severní část Východního Pruska, Klajpeda s okolím (2 657 km²) se stala autonomní částí Litvy. Později došlo i k úpravě hranic s Dánskem, které získalo po plebiscitu severní část Šlesvicka (moderní dánský okres Jižní Jutsko, celkem 3 938 km²). Sársko o rozloze 1910,49 km² bylo na 15 let předáno do správy Společnosti národů a výnosy jeho dolů postoupeny Francii. Porýní bylo demilitarizováno a dočasně okupováno vítěznými státy. Zároveň Německo ztratilo všechny své kolonie. Území Německa se tak zmenšilo o 70 615 km² na 468 116,13 km² a navíc bylo postiženo válečnými reparacemi.

## Politický vývoj

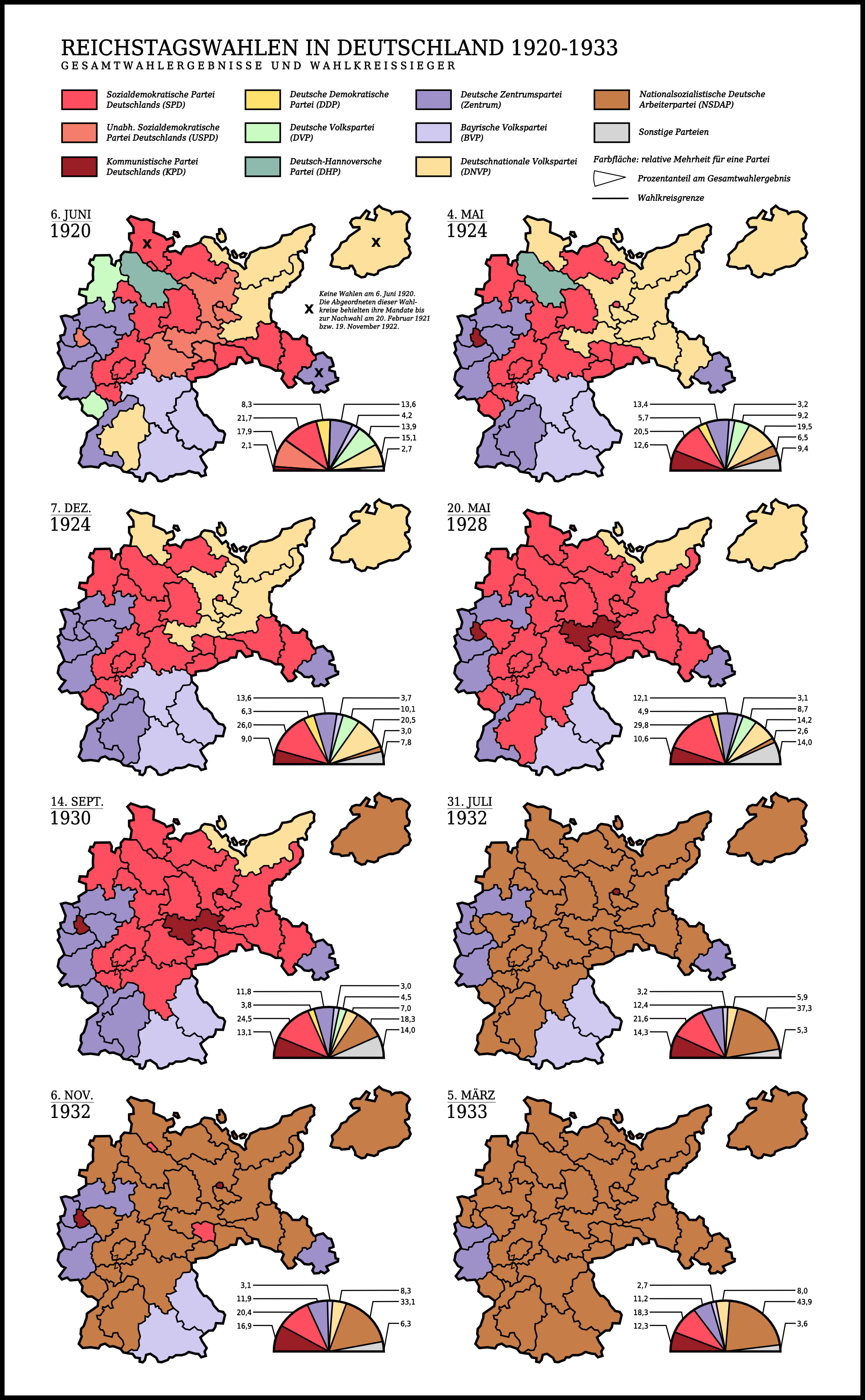
Výsledky voleb do Říšského sněmu 1920–1933

Německá republika byla vyhlášena dne 9. listopadu 1918 z balkónu říšské rady v Berlíně Philippem Scheidemannem. Týž den Karl Liebknecht (za dva měsíce potom zavražděný) vyhlásil před Hohenzollernským palácem v Berlíně "socialistickou republiku". Politická situace byla zprvu značně nestabilní, stát hrozil rozpadem, např. v Bavorsku na krátkou dobu vznikla „republika rad“, než ji potlačily polovojenské jednotky Freikorps. Příčinami byly kromě šoku z válečné porážky a ztrát území zejména poválečná hyperinflace a také nutnost platit reparace, které byly nad německé možnosti, což vedlo až k francouzské okupaci Porýní. Došlo také k několika pokusům o státní převrat, levicovým (povstání spartakovců) i pravicovým (Kappův puč nebo tzv. Pivní puč). V průběhu 20. let se ale situace i díky ekonomickému růstu stabilizovala. Symbolem této éry byl Gustav Stresemann, který jako ministr zahraničí Německo dovedl do Společnosti národů. Po roce 1929 se však začaly projevovat důsledky velké hospodářské krize, která měla za následek vzrůst podpory nejen komunistů, ale také nacistů.
Neschopnost demokratických politických stran utvořit stabilní vládní koalici přiměla prezidenta Hindenburga, který v roce 1925 vystřídal prvního německého prezidenta Eberta, jmenovat v březnu 1930 Heinricha Brüninga kancléřem. Ten nahradil parlamentní demokracii autoritativnější formou vlády, nicméně Brüningova snaha zastavit zostřující se hospodářskou krizi selhala. Kancléřova snaha postavit se nacistům zákazem nošení uniforem se minula účinkem a nový kancléř Franz von Papen již nastoupil kurs sblížení s NSDAP a Brüningův zákaz odvolal. Papenova vláda se však ukázala ještě labilnější než jeho předchůdce, a tak se 2. prosince 1932 stal kancléřem generál Kurt von Schleicher. Generálova snaha rozehnat nacisty pomocí armády za podpory odborů a levicového křídla NSDAP však zkrachovala a za Papenovy zákulisní podpory se novým kancléřem stal 30. ledna 1933 Adolf Hitler. Tím nacisté uchopili moc (Machtergreifung) a vznikla „Třetí říše“.

## Územní členění

Německé státy v době Výmarské republiky

Území Výmarské republiky bylo spolkovým státem, složeným z počátku ze všech původních spolkových zemí předchozího Německého císařství, které se staly republikami s německým označením Svobodný stát (Freistaat), případně Lidový stát (Volksstaat), či Svobodný lidový stát (Freier Volksstaat). Později došlo ke zmenšení počtu spolkových zemí.

### Spolkové země Výmarské republiky v letech 1920–1933

Původní státní znak Výmarské republiky

Státní znak Výmarské republiky (1928–1935) i současného Německa

S výjimkou Durynska, které vzniklo až 1. května 1920, Gothy a Koburgu (tyto dva státy existovaly v letech 1918–1920), existovaly všechny tyto státy již před rokem 1918. Údaje v tabulce odpovídají období od 1. května 1929, kdy byl Svobodný stát Waldeck začleněn do Svobodného státu Pruska. Sársko, které vzniklo roku 1919 vyčleněním částí území Bavorska a Pruska, bylo spravováno Společností národů a nemělo postavení spolkové země Německa, i když mělo vlastní zemský sněm (zde nazývaný zemská rada).
| Země                                 | Rozloha (km²) | Hlavní město |
| Svobodný stát Anhaltsko              | 2313,58       | Dessau       |
| Svobodný stát Bádensko               | 15 069,87     | Karlsruhe    |
| Svobodný stát Bavorsko               | 75 996,47     | Mnichov      |
| Svobodný stát Brunšvicko             | 3672,05       | Braunschweig |
| Svobodné hanzovní město Brémy        | 257,32        | Brémy        |
| Svobodné a hanzovní město Hamburk    | 415,26        | Hamburk      |
| Lidový stát Hesensko                 | 7691,93       | Darmstadt    |
| Svobodný stát Lippe                  | 1215,16       | Detmold      |
| Svobodné a hanzovní město Lübeck     | 297,71        | Lübeck       |
| Svobodný stát Meklenbursko-Zvěřínsko | 13 126,92     | Schwerin     |
| Svobodný stát Meklenbursko-Střelicko | 2929,50       | Neustrelitz  |
| Svobodný stát Oldenbursko            | 6423,98       | Oldenburg    |
| Svobodný stát Prusko                 | 292 695,36    | Berlín       |
| Svobodný stát Sasko                  | 14 986,31     | Drážďany     |
| Svobodný stát Schaumburg-Lippe       | 340,30        | Bückeburg    |
| Země Durynsko                        | 11 176,78     | Výmar        |
| Svobodný lidový stát Württembersko   | 19 507,63     | Stuttgart    |
| Německá říše                         | 468 116,13    | Berlín       |
| Sársko                               | 1910,49       | Saarbrücken  |

### Údaje o Svobodném státu Waldecku připojenému k Prusku ve dvou fázích
Tento spolkový stát se stal součástí Pruska 1. května 1929.
| Země                                                | Rozloha (km²) | Hlavní město |
| Svobodný stát Waldeck (údaje do 29. listopadu 1921) | 1121          | Arolsen      |
| Svobodný stát Waldeck (údaje do 30. dubna 1929)     | 1055          | Arolsen      |

### Spolkové země Výmarské republiky existující pouze do 3. dubna 1919
Sloučením těchto států vznikl 4. dubna 1919 Lidový stát Reuss.
| Země                      | Rozloha (km²) | Hlavní město |
| Svobodný stát Reuss-Greiz | 316           | Greiz        |
| Svobodný stát Reuss-Gera  | 827           | Gera         |

### Spolkové země Výmarské republiky existující pouze do roku 1920
Sloučením šesti z nich vznikla 1. května 1920 Země Durynsko, zatímco Svobodný stát Koburg se stal 1. července 1920 součástí Bavorska.
| Země                                           | Rozloha (km²) | Hlavní město |
| Svobodný stát Gotha                            | 1415          | Gotha        |
| Svobodný stát Koburg                           | 562           | Coburg       |
| Lidový stát Reuss                              | 1143          | Gera         |
| Svobodný stát Sasko-Altenburg                  | 1323          | Altenburg    |
| Lidový stát Sasko-Meiningensko                 | 2468          | Meiningen    |
| Svobodný lidový stát Sasko-Výmarsko-Eisenašsko | 3610          | Výmar        |
| Svobodný stát Schwarzburg-Rudolstadt           | 941           | Darmstadt    |
| Svobodný stát Schwarzburg-Sondershausen        | 862           | Detmold      |